# Йоганн Готліб Георгі
Йоганн Готліб Гео́ргі, також в Росії відомий як Іван Іванович Георгі (нім. Johann Gottlieb Georgi; 31 грудня 1729, поселення Ваххольцхаген в Померанії — 27 жовтня (8 листопада) 1802, Санкт-Петербург) — німецький медик, хімік, натуралист, етнограф, мандрівник, професор минералогії й академік.

## Біографія
Народився 31 грудня 1729 року в родині священика. Закінчив Упсальський університет (Швеція), де навчався, зокрема, у Карла Ліннея. Отримав ступінь доктора медицини і працював фармацевтом.
Прибув до Росії на запрошення Імператорської Академії наук і мистецтв в 1770 році (за іншими даними, в 1768 році).
Брав участь у «Фізичній експедиції» Палласа, займався дослідженням Поволжя, Середнього і Південного Приуралля, Західного Сибіру, Прибайкалля, Даурії. Ад'юнкт (з 1776 роки), академік Академії наук (обраний у 1783 році).
У 1772 році Георгі склав карту Байкалу в масштабі 10 верст в дюймі (1: 420 000), першим висловив припущення про тектонічне походження озера. Вивчаючи природу Прибайкалля, учений склав детальний опис його флори і фауни (в тому числі дав перший опис байкальського омуля), зібрав гербарій рідкісних рослин, зібрав відомості про рибному промислі на Байкалі.
Зібрана Георгі в експедиціях колекція мінералів (371 штуфи) була придбана Головним управлінням училищ і лягла в основу майбутнього музею кафедри мінералогії Санкт-Петербурзького університету.
Підсумком етнографічних досліджень Георгі став докладний ілюстрований опис народностей, що населяють Росію. Ця праця вийшла у Санкт-Петербурзі в 1776-1780 роках німецькою мові під назвою «Beschreibung aller Nationen des Russischen Reichs, ihrer Lebensart, Religion, Gebräuche, Wohnungen, Kleidung und übrigen Merkwürdigkeiten» ("Опис усіх народів Російської держави, їх побуту, віросповідання, звичаїв, жител, одягу та інших відмінностей "). Частково вона була перекладена російською і вийшла під заголовком «Описание всех в Российском государстве обитающих народов, также их житейских обрядов, вер, обыкновений, жилищ, одежд и прочих достопамятностей». Ця праця була першим зведеним етнографічним описом Російської імперії. Праця містить, зокрема, й дані про фізичні риси східних слов'ян. Ось як змальовує автор зовнішність росіян: «Народ російський не весь має однаковий вигляд… деякі з них високі, деякі низькі… ніс невеликий і не дуже орлиний або сплющений… волосся пряме, інколи русяве й руде, інколи темно-русяве, інколи й чорне, останнє, проте, рідше…» А ось як він характеризує українців Лівобережжя: «Риси обличчя й зовнішній вигляд малоросіян подібний до мешканців Дніпровського Правобережжя: в більшості своїй вони стрункі, зросту вище середнього… волосся здебільшого темно-русяве, обличчя повні та круглі». Звичайно, ці спостереження мають довільний і досить поверховий характер, але вони загалом правильно відображають фізичну подобу росіян та українців. Катерина II, високо оцінила праці Георгі, подарувала йому золоту табакерку, що вважалося дуже почесним, і веліла надрукувати опис «за рахунок кабінету, але на користь автора».
У Санкт-Петербурзі Георгі проводив дослідження у першій російській хімічній лабораторії, організованій ще М. В. Ломоносовим на Василівському острові. Однак і тут він проявив себе відразу в багатьох областях науки: склав опис флори Санкт-Петербурзької губернії і опис самого міста. Книга Георгі «Опис російсько-імператорського столичного міста Санкт-Петербурга і пам'яток в околицях оного, з планом 1794-1796» вийшла німецькою мовою в 1790 році. Друге видання з'явилося в Ризі в 1793 році. Переклад на російську мову був виданий в Санкт-Петербурзі в 1794 році. Ця праця — одне з перших фундаментальних видань, присвячених Санкт-Петербургу.
Іменем Георгі К. Л. Вільденов назвав рід рослин Георгіна (Dahlia) родини Айстрових.

## Праці
- Bemerkungen einer Reise im Russischen Reich im Jahre 1772. St. Petersburg 1775; Auszüge daraus: Merkwürdigkeiten verschiedener unbekannten Völker des russischen Reichs. Frankfurt und Leipzig 1777
- Geographisch-physikalische und naturhistorische Beschreibung des Russischen Reichs / zur Uebersicht bisheriger Kenntnisse von demselben. Nicolovius, Königsberg, erschienen in 6 Bänden von 1797 bis 1802. Nachdruck: Hansebooks, 2017, ISBN 978-3-7434-4092-0.
- Beschreibung aller Nationen des Russischen Reichs, ihrer Lebensart, Religion, Gebräuche, Wohnungen, Kleidung und übrigen Merckwürdigkeiten. C.W. Müller, St. Petersburg 1776—1780
- Описание всех в Российском государстве обитающих народов, Ч. 1—4, 1799